# Tina Louise

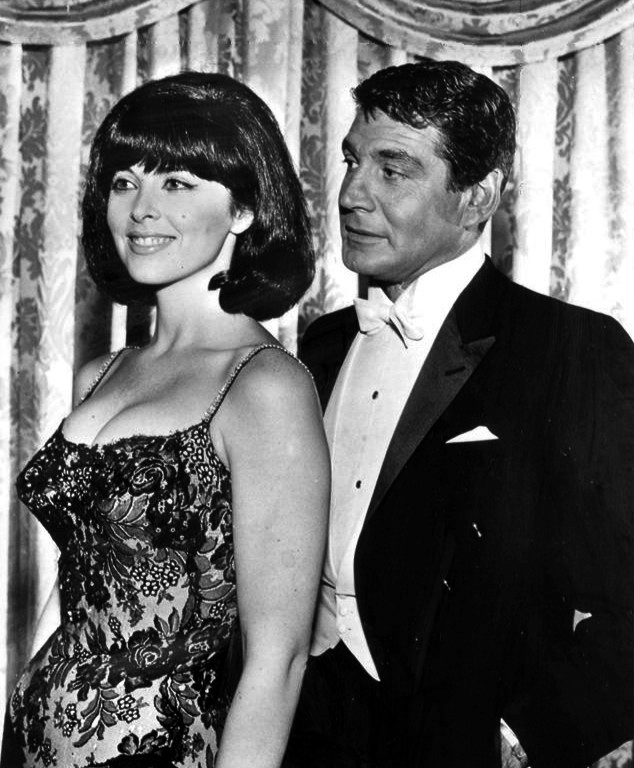
Tina Louise și Gene Barry la programul de televiziune Burke's Law

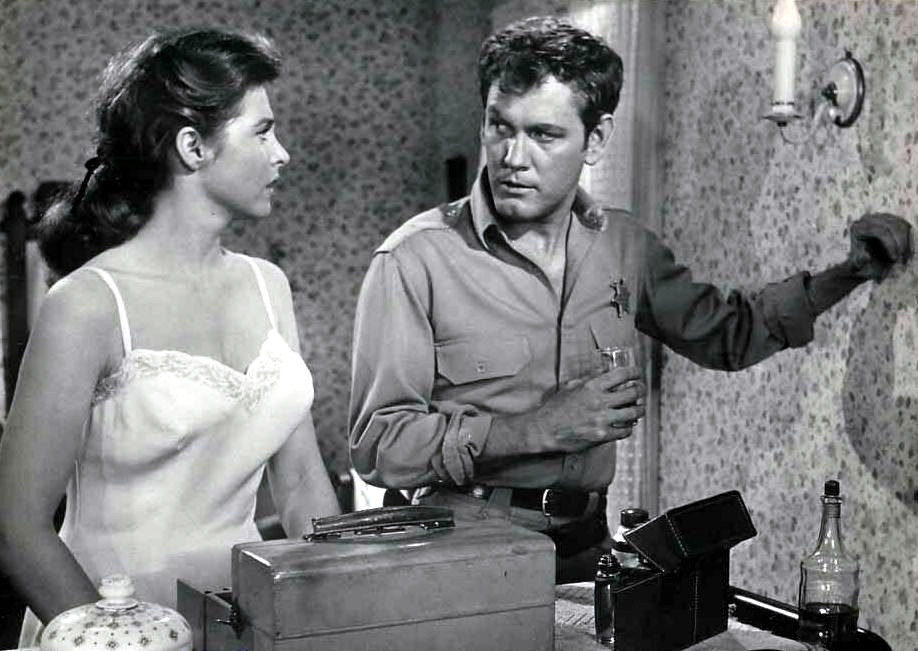
Tina Louise și Earl Holliman într-o scenă din filmul Capcana (1959)

Tina Louise  născută Tina Blacker (n. 11 februarie 1934, New York City, New York, SUA)  este o actriță americană. Printre cele mai cunoscute filme ale sale se numără 

## Biografie
După ce a terminat școala, Tina Louise a lucrat inițial ca model și cântăreață de club de noapte. A învățat actoria la Studioul de actorie a lui Elia Kazan. În 1957, a debutat în actorie alături de Julie Newmar în adaptarea pe Broadway a benzilor desenate Li'l Abner. În același an, a fost lansat primul ei disc „It's Time for Tina”.
Și-a făcut debutul la Hollywood în 1958 în filmul lui Anthony Mann, după romanul lui Erskine Caldwell, Pogonul lui Dumnezeu, pentru care a primit premiul Globul de Aur ca cea mai bună actriță tânără. Între timp s-a mutat în Italia. Acolo a jucat în 1960 în filmele de sandale și spadă Asediul Siracuzei, Safo, Venus din Lesbos și în Viva Italia! de Roberto Rossellini (1961).
A fost căsătorită cu prezentatorul de talk-show Les Crane din 1966 până în 1970. Din căsătorie s-a născut o fiică, Caprice (n. 1970), care este acum un producător la MTV și scriitoare de succes. În anii 1970 și 1980, Tina Louise a apărut în diverse producții de televiziune și de la Hollywood. A fost cel mai bine cunoscută pentru interpretarea ei din Neveste perfecte (1975) de Bryan Forbes. În plus, a avut apariții în diverse seriale de televiziune. Printre altele a jucat în cinci episoade din setialul de televiziune Dallas între 1978-79 și un episod din Familia Bundy în 1990.
În 2005, ea a obținut un rol permanent în telenovela NBC Passions.

## Filmografie selectivă
- 1958 Pogonul lui Dumnezeu (God's Little Acre), regia Anthony Mann
- 1959 Capcana (The Trap), regia Norman Panama
- 1959 Călăul (The Hangman), regia Michael Curtiz
- 1959 La notte senza legge (Day of the Outlaw), regia André De Toth
- 1960 Asediul Siracuzei (L'assedio di Siracusa), regia Pietro Francisci
- 1961 Viva Italia! (Viva l'Italia!), regia Roberto Rossellini
- 1967 Il fischio al naso, regia Ugo Tognazzi
- 1969 Băieți buni, băieți răi (The Good Guys and the Bad Guys), regia Burt Kennedy
- 1969 Final fericit (The Happy Ending), regia Richard Brooks
- 1975 Neveste perfecte (The Stepford Wives), regia Bryan Forbes
- 1984 Canicule (Canicule), regia Yves Boisset
- 1985 Non giocate con il cactus (O.C. and Stiggs), regia Robert Altman
- 1991 Johnny Suede, regia Tom DiCillo
- 2004 West from North Goes South, regia Steve Ashlee și Valerie Silver